# Coxicerberus mexicanus
Coxicerberus mexicanus is een pissebed uit de familie Microcerberidae. De wetenschappelijke naam van de soort is voor het eerst geldig gepubliceerd in 1958 door Pennak.